# 8077 Hoyle
8077 Hoyle (1986 AW2) là một tiểu hành tinh vành đai chính được phát hiện ngày 12 tháng 1 năm 1986 bởi E. Bowell ở trạm Anderson Mesa thuộc Đài thiên văn Lowell.